# 1585
Il 1585 (MDLXXXV in numeri romani) è un anno  del XVI secolo.

## Eventi
- Simone Stevino introduce i numeri decimali.
- Viene iniziata la costruzione dell'edificio dell'attuale Museo Archeologico Nazionale di Napoli come caserma di cavalleria, regnante il viceré spagnolo Pedro Téllez-Girón y de la Cueva, duca di Osuna.
- 3 marzo – Inaugurazione a Vicenza del Teatro Olimpico progettato da Andrea Palladio.
- Viene fondata ufficialmente a Roma l'Accademia Nazionale di Santa Cecilia.
- Inizio della Guerra anglo-spagnola.

### America del Nord
- 25 marzo – L'esploratore inglese Walter Raleigh sbarca su quella che oggi viene chiamata Roanoke Island (Virginia), e battezza il nome di quella terra "Virginia", onorando la verginità della regina d'Inghilterra Elisabetta I.
- 27 luglio – Una flotta inglese di coloni sotto il comando di Richard Grenville e Ralph Lane sbarca sull'isola di Roanoke, iniziando la costruzione dell'insediamento inglese.
- Giugno - Luglio – La flotta guidata da Francis Drake attacca e distrugge l'insediamento spagnolo di St. Augustine (Florida).

## Nati

### Gennaio
- 5 gennaio - Baldassarre Bonifacio, scrittore, poeta e vescovo cattolico italiano († 1659)
- 5 gennaio - Carlo Emmanuele Pio di Savoia, cardinale italiano († 1641)
- 6 gennaio - Gerolamo De Franchi Toso, doge († 1668)
- 6 gennaio - Claude Favre de Vaugelas, grammatico francese († 1650)
- 8 gennaio - Enrichetta Caterina di Joyeuse, nobile francese († 1656)
- 9 gennaio - Fortunat Sprecher von Bernegg, giurista, storico e politico svizzero († 1647)
- 16 gennaio - Giovanni Antonio Galli, pittore italiano († 1652)
- 19 gennaio - Giulio Cesare Vanini, filosofo, medico e naturalista italiano († 1619)
- 23 gennaio - Mary Ward, religiosa britannica († 1645)
- 27 gennaio - Hendrick Avercamp, pittore olandese († 1634)
- 28 gennaio - Domenico II Contarini, doge († 1675)
- 31 gennaio - Daniel Schwenter, matematico, inventore e poeta tedesco († 1636)

### Febbraio
- 1º febbraio - Francis Annesley, I visconte Valentia, politico irlandese († 1660)
- 2 febbraio - Judith Quiney,  inglese († 1662)
- 8 febbraio - Constant d'Aubigné, nobile francese († 1647)
- 10 febbraio - Angelo Caroselli, pittore italiano († 1652)
- 10 febbraio - Ignazio Lupi, presbitero e teologo italiano († 1659)
- 12 febbraio - Caspar Bartholin il Vecchio, medico e umanista danese († 1629)
- 26 febbraio - Federico Cesi, scienziato e naturalista italiano († 1630)

### Marzo
- 1º marzo - Jean Caylar d'Anduze de Saint-Bonnet, militare e nobile francese († 1636)
- 2 marzo - Giovanni Macías, religioso spagnolo († 1645)
- 5 marzo - Federico I d'Assia-Homburg, nobile tedesco († 1638)
- 5 marzo - Giovanni Giorgio I di Sassonia, principe († 1656)
- 6 marzo - Francesco Corner, doge († 1656)
- 16 marzo - Gerbrand Adriaensz Bredero, poeta e drammaturgo olandese († 1618)
- 16 marzo - Giacinta Marescotti, religiosa e santa italiana († 1640)

### Aprile
- 26 aprile - Pietro Paolo Floriani, architetto e militare italiano († 1638)

### Maggio
- 5 maggio - Vincenzo Carafa, gesuita italiano († 1649)
- 15 maggio - Giovanni Pietro Volpi, vescovo cattolico italiano († 1636)
- 16 maggio - Katakura Shigenaga, militare giapponese († 1659)

### Giugno
- 10 giugno - Federico Casimiro del Palatinato-Zweibrücken-Landsberg, duca († 1645)
- 28 giugno - Sisto Badalocchio, pittore e incisore italiano

### Luglio
- 2 luglio - Jean Guiton, ammiraglio, politico e armatore francese († 1654)
- 4 luglio - Jean Prévost, medico e botanico svizzero († 1631)
- 7 luglio - Thomas Howard, XXI conte di Arundel, nobile, politico e collezionista d'arte inglese († 1646)

### Agosto
- 25 agosto - Giovanni Bilivert, pittore italiano († 1644)

### Settembre
- 9 settembre - Armand-Jean du Plessis de Richelieu, cardinale, politico e vescovo cattolico francese († 1642)
- 15 settembre - Ottavio Vannini, pittore italiano († 1643)
- 26 settembre - Antonio Franco, presbitero italiano († 1626)

### Ottobre
- 3 ottobre - Domingo Pimentel Zúñiga, cardinale, arcivescovo cattolico e nobile spagnolo († 1653)
- 4 ottobre - Anna d'Asburgo, imperatrice († 1618)
- 8 ottobre - Heinrich Schütz, compositore e organista tedesco († 1672)
- 10 ottobre - Piotr Gembicki, vescovo cattolico polacco († 1657)
- 15 ottobre - Louis Cappel, presbitero e umanista francese († 1658)
- 28 ottobre - Giansenio, teologo e vescovo cattolico olandese († 1638)

### Novembre
- 1º novembre - Jan Brożek, matematico e astronomo polacco († 1652)
- 2 novembre - Rudolf von Colloredo, militare e politico austriaco († 1657)
- 8 novembre - Ottavio Bruto Revese, architetto italiano († 1648)
- 9 novembre - Tommaso Obicini, religioso e arabista italiano († 1632)
- 11 novembre - Vincenzo Maria Cimarelli, naturalista e storico italiano († 1662)

### Dicembre
- 4 dicembre - John Cotton, predicatore inglese († 1652)
- 13 dicembre - William Drummond di Hawthornden, poeta e storico scozzese († 1649)
- 16 dicembre - Livia della Rovere, duchessa italiana († 1641)
- 25 dicembre - Cristiano di Waldeck, nobile tedesco († 1637)
- 28 dicembre - Francisco de Amaya, giurista spagnolo († 1640)
- 31 dicembre - Gonzalo Fernández de Córdoba, generale e duca spagnolo († 1635)

### Senza giorno specificato
- Alessandro del Montenegro († 1648)
- Nicolò Sebregondi, architetto e pittore italiano († 1652)
- Voravongse II, sovrano laotiano († 1622)
- Jean Androuet du Cerceau, architetto francese († 1649)
- Arent Arentsz, pittore fiammingo († 1631)
- Nathaniel Bacon, pittore inglese († 1627)
- Simone Barabino, pittore italiano († 1660)
- Ambrose Barlow, presbitero inglese († 1641)
- Tommaso Blandino, architetto e gesuita italiano († 1628)
- Martino Bonacina, vescovo cattolico e giurista italiano († 1631)
- Estêvão Cacella, missionario e esploratore portoghese († 1630)
- Elizabeth Cary, poetessa inglese († 1639)
- Antonino Catalano, pittore italiano († 1666)
- Francesco Cherubini, cardinale e vescovo cattolico italiano († 1656)
- Giovanni Antonio Colomba, artista e decoratore svizzero († 1650)
- Uriel da Costa, filosofo e educatore portoghese († 1640)
- Nicolò Crasso, giurista e poeta italiano († 1656)
- Pierre Belain d'Esnambuc, avventuriero, pirata e mercante francese († 1636)
- Lelio Falconieri, cardinale e arcivescovo cattolico italiano († 1648)
- Lorenzo Forestani, matematico italiano
- Thomas Gates, funzionario e politico britannico († 1621)
- Caspar Gras, scultore austriaco († 1674)
- Miguel de Guevara, monaco cristiano, poeta e filologo messicano († 1646)
- Simone Gullì, architetto italiano († 1657)
- David de Haen, pittore olandese († 1622)
- Caspar van den Hoecke, pittore fiammingo († 1648)
- Diego Jiménez de Enciso, poeta e drammaturgo spagnolo († 1634)
- Jacob Le Maire, navigatore olandese († 1616)
- Jacques Lemercier, architetto francese († 1654)
- Tommaso Mannarini, religioso, teologo e letterato italiano († 1637)
- Rodolfo Giovanni Marazzino, militare italiano († 1645)
- Tozawa Masamori, guerrigliero giapponese († 1648)
- Caterina di Lorena, nobildonna francese († 1618)
- Claude Mydorge, matematico francese († 1647)
- Lodovico Scapinelli, filologo e poeta italiano († 1634)
- Hamnet Shakespeare,  inglese († 1596)
- Jacques Specx, politico e mercante olandese († 1652)
- Massimo Stanzione, pittore italiano († 1656)
- Alethea Talbot, nobildonna inglese († 1654)
- Francesco Toraldo, militare italiano († 1647)
- Ana de Velasco y Girón, nobile spagnola († 1607)
- Onorato Visconti, arcivescovo cattolico e diplomatico italiano († 1645)
- Filippo Vitale, pittore italiano († 1650)
- Cornelis de Vos, pittore fiammingo († 1651)
- George Weymouth, esploratore britannico († 1612)
- Filippo Zaniberti, pittore italiano († 1636)
- Giovanni III d'Aragona Tagliavia, nobile italiano († 1624)
- Francesco di Cossé-Brissac, militare francese († 1651)
- Koca Dervish Mehmed Pascià, politico e militare ottomano († 1655)

## Morti

### Gennaio
- 28 gennaio - Vicino Orsini, nobile e militare italiano (n. 1523)

### Febbraio
- 4 febbraio - Sforza Pallavicino, condottiero italiano (n. 1519)
- 13 febbraio - Alfonso Salmerón, gesuita spagnolo (n. 1515)

### Marzo
- 5 marzo - Sebastiano Erizzo, umanista e numismatico italiano (n. 1525)
- 7 marzo - Nicolò Dall'Aquila, vetraio italiano
- 10 marzo - Rembert Dodoens, botanico e medico fiammingo (n. 1517)
- 20 marzo - Sancho de Guevara y Padilla, generale spagnolo

### Aprile
- 10 aprile - Papa Gregorio XIII, papa, vescovo cattolico e cardinale italiano
- 20 aprile - Giovan Giorgio Cesarini, collezionista d'arte italiano (n. 1549)
- 30 aprile - Francesco del Tadda, scultore italiano (n. 1497)

### Maggio
- 1º maggio - Niccolò Caetani di Sermoneta, cardinale e arcivescovo cattolico italiano (n. 1526)
- 15 maggio - Jacopo VI Appiano, nobile italiano (n. 1529)
- 15 maggio - Niwa Nagahide, militare giapponese (n. 1535)
- 16 maggio - Guido Luca Ferrero, cardinale italiano (n. 1537)
- 17 maggio - Alberto Bolognetti, cardinale e vescovo cattolico italiano (n. 1538)
- 26 maggio - Cornelio I Bentivoglio, nobile (n. 1519)

### Giugno
- 4 giugno - Marc-Antoine Muret, filologo classico e umanista francese (n. 1526)
- 13 giugno - Gianello Torriani, orologiaio, matematico e inventore italiano
- 15 giugno - Giacomo di Savoia-Nemours, duca (n. 1531)
- 20 giugno - Christian Kruik van Adrichem, scrittore e presbitero olandese (n. 1533)
- 21 giugno - Henry Percy, VIII conte di Northumberland, conte britannico (n. 1532)
- 25 giugno - Paolino Bernardini, presbitero e teologo italiano (n. 1518)

### Luglio
- 10 luglio - Giorgio di Armagnac, cardinale e arcivescovo cattolico francese (n. 1501)
- 14 luglio - Gabriele Fiamma, predicatore, teologo e letterato italiano (n. 1533)
- 18 luglio - Alessandro Riario, cardinale e patriarca cattolico italiano (n. 1543)
- 27 luglio - Ichijō Kanesada, militare giapponese (n. 1543)
- 28 luglio - Francis Russell, II conte di Bedford, nobile e politico inglese (n. 1527)
- 30 luglio - Nicolò Da Ponte, doge (n. 1491)

### Agosto
- 6 agosto - Ermak Timofeevič, militare russo
- 8 agosto - Ismihan Sultan, principessa ottomana (n. 1545)
- 20 agosto - Shimazu Yoshitora, militare giapponese (n. 1536)
- 29 agosto - Itō Yoshisuke, militare giapponese (n. 1512)
- 30 agosto - Andrea Gabrieli, compositore e organista italiano
- 30 agosto - Giberto IV Sanvitale, nobile italiano (n. 1527)

### Settembre
- 6 settembre - Luca Cambiaso, pittore italiano (n. 1527)
- 19 settembre - François de Noailles, vescovo cattolico e ambasciatore francese (n. 1519)

### Ottobre
- 1º ottobre - Anna di Danimarca, principessa danese (n. 1532)
- 6 ottobre - Guglielmo Sirleto, cardinale italiano (n. 1514)
- 10 ottobre - Hakim Mirza, principe indiano (n. 1553)
- 19 ottobre - Giovanni Crato von Krafftheim, medico e umanista tedesco (n. 1519)
- 29 ottobre - Özdemiroğlu Osman Pascià, militare e politico ottomano (n. 1526)

### Novembre
- 2 novembre - Tachibana Dōsetsu, militare giapponese (n. 1513)
- 5 novembre - Pontus De la Gardie, nobile e militare francese (n. 1520)
- 13 novembre - Paolo Giordano I Orsini, militare e nobile italiano (n. 1541)
- 16 novembre - Gerald FitzGerald, XI conte di Kildare, nobile irlandese (n. 1525)
- 16 novembre - Giulio Superchio, vescovo cattolico italiano
- 23 novembre - Thomas Tallis, compositore inglese (n. 1505)
- 28 novembre - Matteo Contarelli, cardinale francese (n. 1519)
- 28 novembre - Hernando Franco, compositore spagnolo (n. 1532)

### Dicembre
- 8 dicembre - Piero Vettori, scrittore, filologo classico e umanista italiano (n. 1499)
- 13 dicembre - Luigi Groto, letterato e drammaturgo italiano (n. 1541)
- 22 dicembre - Vittoria Accoramboni, nobildonna italiana (n. 1557)
- 27 dicembre - Pierre de Ronsard, poeta francese (n. 1524)

### Senza giorno specificato
- Taqī al-Dīn Muḥammad ibn Maʿrūf, matematico, astronomo e inventore ottomano (n. 1526)
- Jacques Androuet du Cerceau, architetto e scrittore francese (n. 1515)
- Giovanni Battista Asini, giurista italiano
- Oreste Biringucci Vannocci, architetto italiano (n. 1558)
- Savino de Bobali, poeta italiano (n. 1530)
- Jérôme Hermès Bolsec, religioso francese
- Cesare Busdrago, arcivescovo cattolico italiano
- Nicolò Canelles, vescovo cattolico spagnolo (n. 1515)
- Date Terumune, militare giapponese (n. 1543)
- Costanzo Felici, botanico e naturalista italiano (n. 1525)
- Jorge Ferreira de Vasconcelos, drammaturgo portoghese (n. 1515)
- Giambattista Fornovo, architetto italiano (n. 1530)
- Lorenzo Gambara, umanista italiano (n. 1495)
- Camilla Gonzaga, nobile italiana (n. 1500)
- Macario Melisseno, avventuriero bizantino
- Molanus, teologo tedesco (n. 1533)
- Alonso de Molina, missionario e linguista spagnolo
- Nicolò di Nale, poeta e matematico dalmata (n. 1500)
- Oniniwa Yoshinao, militare giapponese (n. 1513)
- Marc'Antonio Pagani, francescano, filosofo e teologo italiano (n. 1515)
- William Parry, politico inglese
- Jean Pénicaud III, pittore francese
- Giuseppe Scala, medico, filosofo e matematico italiano (n. 1556)
- Adamo Scultori, scultore, incisore e artista italiano (n. 1530)
- Eufrosia Siracusa Valdaura, nobildonna italiana
- Aurelio Tibaldeschi, vescovo cattolico italiano (n. 1516)
- Mosè di Trani, rabbino e religioso greco (n. 1505)
- Carlo Urbino, pittore italiano (n. 1525)
- Antonio de Espejo, imprenditore e esploratore spagnolo (n. 1540)
- Francisco de Hollanda, pittore portoghese (n. 1517)
- Cristóbal de Molina el cuzqueño, religioso spagnolo (n. 1529)
- Giovanni Antonio del Nobile, imprenditore e ingegnere italiano

## Calendario
| Calendario 1585 | Calendario 1585 | Calendario 1585 | Calendario 1585 | Calendario 1585 | Calendario 1585 | Calendario 1585 | Calendario 1585 | Calendario 1585 | Calendario 1585 | Calendario 1585 | Calendario 1585 | Calendario 1585 | Calendario 1585 | Calendario 1585 | Calendario 1585 | Calendario 1585 | Calendario 1585 | Calendario 1585 | Calendario 1585 | Calendario 1585 | Calendario 1585 | Calendario 1585 | Calendario 1585 | Calendario 1585 | Calendario 1585 | Calendario 1585 | Calendario 1585 | Calendario 1585 | Calendario 1585 | Calendario 1585 | Calendario 1585 | Calendario 1585 |
| --------------- | --------------- | --------------- | --------------- | --------------- | --------------- | --------------- | --------------- | --------------- | --------------- | --------------- | --------------- | --------------- | --------------- | --------------- | --------------- | --------------- | --------------- | --------------- | --------------- | --------------- | --------------- | --------------- | --------------- | --------------- | --------------- | --------------- | --------------- | --------------- | --------------- | --------------- | --------------- | --------------- |
|                 | 1               | 2               | 3               | 4               | 5               | 6               | 7               | 8               | 9               | 10              | 11              | 12              | 13              | 14              | 15              | 16              | 17              | 18              | 19              | 20              | 21              | 22              | 23              | 24              | 25              | 26              | 27              | 28              | 29              | 30              | 31              |                 |
| Gennaio         | Ma              | Me              | Gi              | Ve              | Sa              | Do              | Lu              | Ma              | Me              | Gi              | Ve              | Sa              | Do              | Lu              | Ma              | Me              | Gi              | Ve              | Sa              | Do              | Lu              | Ma              | Me              | Gi              | Ve              | Sa              | Do              | Lu              | Ma              | Me              | Gi              |                 |
| Febbraio        | Ve              | Sa              | Do              | Lu              | Ma              | Me              | Gi              | Ve              | Sa              | Do              | Lu              | Ma              | Me              | Gi              | Ve              | Sa              | Do              | Lu              | Ma              | Me              | Gi              | Ve              | Sa              | Do              | Lu              | Ma              | Me              | Gi              |                 |                 |                 |                 |
| Marzo           | Ve              | Sa              | Do              | Lu              | Ma              | Me              | Gi              | Ve              | Sa              | Do              | Lu              | Ma              | Me              | Gi              | Ve              | Sa              | Do              | Lu              | Ma              | Me              | Gi              | Ve              | Sa              | Do              | Lu              | Ma              | Me              | Gi              | Ve              | Sa              | Do              |                 |
| Aprile          | Lu              | Ma              | Me              | Gi              | Ve              | Sa              | Do              | Lu              | Ma              | Me              | Gi              | Ve              | Sa              | Do              | Lu              | Ma              | Me              | Gi              | Ve              | Sa              | Do              | Lu              | Ma              | Me              | Gi              | Ve              | Sa              | Do              | Lu              | Ma              |                 |                 |
| Maggio          | Me              | Gi              | Ve              | Sa              | Do              | Lu              | Ma              | Me              | Gi              | Ve              | Sa              | Do              | Lu              | Ma              | Me              | Gi              | Ve              | Sa              | Do              | Lu              | Ma              | Me              | Gi              | Ve              | Sa              | Do              | Lu              | Ma              | Me              | Gi              | Ve              |                 |
| Giugno          | Sa              | Do              | Lu              | Ma              | Me              | Gi              | Ve              | Sa              | Do              | Lu              | Ma              | Me              | Gi              | Ve              | Sa              | Do              | Lu              | Ma              | Me              | Gi              | Ve              | Sa              | Do              | Lu              | Ma              | Me              | Gi              | Ve              | Sa              | Do              |                 |                 |
| Luglio          | Lu              | Ma              | Me              | Gi              | Ve              | Sa              | Do              | Lu              | Ma              | Me              | Gi              | Ve              | Sa              | Do              | Lu              | Ma              | Me              | Gi              | Ve              | Sa              | Do              | Lu              | Ma              | Me              | Gi              | Ve              | Sa              | Do              | Lu              | Ma              | Me              |                 |
| Agosto          | Gi              | Ve              | Sa              | Do              | Lu              | Ma              | Me              | Gi              | Ve              | Sa              | Do              | Lu              | Ma              | Me              | Gi              | Ve              | Sa              | Do              | Lu              | Ma              | Me              | Gi              | Ve              | Sa              | Do              | Lu              | Ma              | Me              | Gi              | Ve              | Sa              |                 |
| Settembre       | Do              | Lu              | Ma              | Me              | Gi              | Ve              | Sa              | Do              | Lu              | Ma              | Me              | Gi              | Ve              | Sa              | Do              | Lu              | Ma              | Me              | Gi              | Ve              | Sa              | Do              | Lu              | Ma              | Me              | Gi              | Ve              | Sa              | Do              | Lu              |                 |                 |
| Ottobre         | Ma              | Me              | Gi              | Ve              | Sa              | Do              | Lu              | Ma              | Me              | Gi              | Ve              | Sa              | Do              | Lu              | Ma              | Me              | Gi              | Ve              | Sa              | Do              | Lu              | Ma              | Me              | Gi              | Ve              | Sa              | Do              | Lu              | Ma              | Me              | Gi              |                 |
| Novembre        | Ve              | Sa              | Do              | Lu              | Ma              | Me              | Gi              | Ve              | Sa              | Do              | Lu              | Ma              | Me              | Gi              | Ve              | Sa              | Do              | Lu              | Ma              | Me              | Gi              | Ve              | Sa              | Do              | Lu              | Ma              | Me              | Gi              | Ve              | Sa              |                 |                 |
| Dicembre        | Do              | Lu              | Ma              | Me              | Gi              | Ve              | Sa              | Do              | Lu              | Ma              | Me              | Gi              | Ve              | Sa              | Do              | Lu              | Ma              | Me              | Gi              | Ve              | Sa              | Do              | Lu              | Ma              | Me              | Gi              | Ve              | Sa              | Do              | Lu              | Ma              |                 |